# 佐藤安春
佐藤 安春（さとう やすはる）は、日本の造園系地方公務員。神奈川区長、横浜市造園協会専務理事を歴任。

## 来歴
横浜市で横浜市公園課長や技術管理部施設課長を歴任し、神奈川区長も務めた。
2013年時点では横浜市造園協会専務理事。
2003年に第25回日本公園緑地協会北村賞を受賞した。
著書に『横浜の植物』（共著、横浜植物会、2003年）。